# Wang Yilin

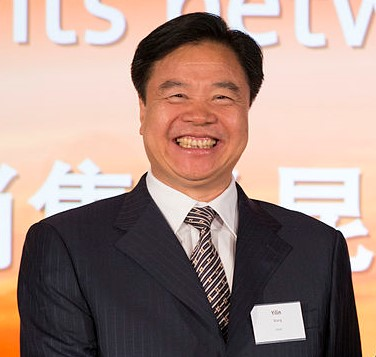
Wang Yilin

Wang Yilin (chinesisch 王宜林; * September 1956) ist ein chinesischer Unternehmer und Ölmagnat, der Chair of the Board der China National Petroleum Corporation (CNPC) und von PetroChina war. 2016 war CNPC laut Financial Times Global das dem Marktwert nach größte Unternehmen der Welt und das Unternehmen mit dem drittgrößten Gewinn weltweit laut Fortune Global 500.

## Lebensweg
Im April 2011 wurde Wang Vorsitzender der China National Offshore Oil Corporation.
Im November 2012 wurde er gewähltes Mitglied der 18. Zentralkommission für Disziplinarprüfungen der Kommunistischen Partei Chinas (KPCh).
Wang Yilin trat das Amt des Vorsitzenden der CNPC im April 2015 an und ist seit Juni 2015 zeitgleich Vorsitzender von PetroChina. Seit Juli 2017 fungiert er als Leiter der chinesischen Delegation beim Weltpetroleumkongress (World Petroleum Congress) in Istanbul.
Am 13. März 2018 wurde Wang zum Ko-Vorsitzenden des Ökonomischen Komitees der Politischen Konsultativkonferenz des chinesischen Volkes gewählt.

## Vertreter bei chinesischen Staatsbesuchen
Als einer der einflussreichsten Geschäftsleute des Landes begleitete Wang Xi Jinping mehrfach bei Auslandsreisen, wie nach Großbritannien, Frankreich, Kasachstan, Russland und die Vereinigten Arabischen Emirate (VAE).
Am 8. Juni 2018 traf sich Wang Yilin in Beijing zum Staatsbesuch mit dem damaligen kasachischen Präsidenten Nursultan Nasarbajew. In Folge vertrat er wiederholt die Anliegen Chinas bei Gesprächen mit dem kasachischen Energieminister Qanat Bosymbajew, sowie dem Chef der kasachischen Ölgesellschaft KazMunayGas (KMG), Sauat Myngbajew.
Am 9. Juni 2018 wurde Wang durch den kasachischen Präsidenten der Orden der Freundschaft verliehen. Die offizielle Verlautbarung hob Wangs Beiträge zur sozialen, ökonomischen und kulturellen Entwicklung seines Landes sowie der Förderung der Zusammenarbeit beider Länder hervor.
Auf dem Forum on China-Africa Cooperation zwischen dem 28. und 31. August 2018 hielt Wang Gespräche mit den Präsidenten des Sudan, des Südsudan, des Tschad und des Niger.